# Pod kopułą
Pod kopułą (tyt. oryg. Under the Dome) – powieść Stephena Kinga z 2009 roku. W 2010 roku wydana również w Polsce przez wydawnictwo Prószyński i S-ka. Na podstawie książki powstał serial o tytule Under the Dome. Fabuła dzieje się w miasteczku Chester's Mill w stanie Maine, które nagle zostaje zamknięte pod kopułą. Książka stanowi rozwinięcie pomysłów zawartych przez Kinga w nieukończonej i niewydanej książce The Cannibals nad którą autor pracował pod koniec lat '70 i na początku '80.

## Fabuła
Akcja powieści rozgrywa się w małym miasteczku Chester's Mill w Nowej Anglii i trwa 9 dni. Mieszkańcy miasteczka zostają w nim uwięzieni przez niewidoczną barierę nazywaną później kopułą lub kloszem. Kopuła szczelnie oplata granice miasteczka, przestrzeń nad miastem oraz pod nim. Niewidoczna kopuła swoimi właściwościami przypomina membranę półprzepuszczalną, przez którą mogą przedostać się jedynie niewielkie ilości wody oraz powietrza. Miasto szybko zostaje otoczone przez wojsko kordonem sanitarnym, a zamknięci w kopule mieszkańcy zdani są tylko na siebie. Łącznikiem między światem zewnętrznym a mieszkańcami ma zostać z nadania prezydenta USA, przebywający w Chester's Mill weteran wojenny Dale Barbara. Nie może się z tym pogodzić wiceprzewodniczący rady miejskiej "Big Jim" Rennie, który w zaistniałych okolicznościach postanawia wszelkimi środkami przejąć władzę w mieście. Jednocześnie grupka miejscowych skaterów, podejrzewając, że kopułę musi zasilać urządzenie znajdujące się wewnątrz kopuły, rozpoczyna poszukiwania nadajnika. Zdają sobie sprawę, że muszą działać szybko, gdyż sprawy w mieście zmierzają w złym kierunku: Rennie powołuje policję kryzysową do której włączeni zostają młodzi osiłkowie, bardziej zainteresowani załatwianiem porachunków niż utrzymywaniem porządku, a odkryty przez mieszkańców brak zbiorników na propan w szpitalu i ratuszu wskazuje, że w mieście może dziać się coś bardzo niepokojącego.

## Bohaterowie
- Dale „Barbie” Barbara – pracujący sezonowo w Chester's Mill kucharz, weteran wojny w Iraku. Barbara postanawia opuścić miasto po bójce z synem wiceprzewodniczącego rady miejskiej, Juniorem Rennie i jego znajomymi. Opuszczenie miasta uniemożliwia mu Kopuła.
- James „Big Jim” Rennie – wiceprzewodniczący rady miejskiej Chester's Mill, sprzedawca używanych samochodów. Po śmierci komendanta policji Howarda Perkinsa w Dniu Kopuły, staje się faktycznym przywódcą miasta. Rennie ma obsesję na punkcie władzy. Jego działania zmierzają do wyeliminowania wszystkich, których uważa za swoich przeciwników oraz przejęcie całkowitej władzy nad miastem.
- Julia Shumway – dziennikarka i wydawca lokalnej gazety „Demokrata” (pomimo że jest republikanką). Pomimo trudności jakie wynikły z powstania bariery między miasteczkiem a światem zewnętrznym, nadal wydaje gazetę. Choć na początku kariery politycznej Jamesa Renniego, Shumway popierała go, to od wielu lat jest jego przeciwniczką. Staje po stronie Dale'a Barbary, gdy ten zostaje przez prezydenta USA awansowany na stopień pułkownika oraz mianowany przywódcą miasta.
- Eric „Rudy/Ryży” Everett – asystent medyczny doktora Haskella. Rudy jest mężem policjantki Lindy Everett oraz ojcem Janelle i Judy. Po śmierci Rona Haskella, zarządza nielicznym personelem lokalnego szpitala. Ma dobre serce i w trudnych chwilach stara zachować optymizm. Podejrzewa wiceprzewodniczącego Renniego o kradzież szpitalnego propanu do zasilania generatorów.
- Junior Rennie – syn Big Jima Renniego. Ma skłonności do agresji. Przed nastaniem Dnia Kopuły zostaje wyrzucony ze szkoły za pobicie. Cierpi na bóle głowy, które doktor Haskell błędnie diagnozuje jako silne migreny, a które w rzeczywistości są objawami glejaka – złośliwego nowotworu mózgu. Morduje dwie koleżanki po czym przez kilka następnych dni uprawia seks z ich zwłokami. Obsesyjnie nienawidzi Dale'a Barbarę. Po Dniu Kopuły zostaje włączony do kryzysowych sił policyjnych.
- Joseph „Chudzielec Joe” McClatchey – 13-letni uczeń miejscowej szkoły. Bardzo inteligentny i dojrzały chłopiec, geek komputerowy i wraz z przyjaciółmi Norrie Calvert i Benem Drakem zapalony skater. Dzień po nastaniu kopuły organizuje demonstrację na granicy bariery żądając od rządu wyjaśnień, a w dniu próby przebicia kopuły pociskiem manewrującym, transmisje z miejsca wydarzenia do lokalnego baru. Wraz ze swoimi przyjaciółmi stara się też rozwiązać zagadkę kopuły.

## Ekranizacja telewizyjna
W czerwcu 2013 roku amerykańska stacja telewizyjna CBS wyemitowała pierwszy odcinek serialu telewizyjnego Under the Dome. Za produkcje serialu odpowiedzialni byli m.in. Stephen King, Brian K. Vaughan, Neal Baer, Jack Bender i Steven Spielberg. Główne role obsadzili Mike Vogel (jako Dale Barbara), Rachelle Lefèvre (jako Julia Shumway) i Dean Norris (jako Big Jim). Serial przedłużono na drugi i trzeci sezon.